# Владивостокская биеннале
Владивостокская международная биеннале визуальных искусств (VIBVA) — международный фестиваль визуальных искусств, который проводится каждые два года в городе Владивосток. С 1998 по 2013 год состоялось восемь биеннале. В 2015 году биеннале во Владивостоке не проводилась.
После четырехлетнего перерыва, в 2017 году Владивостокская биеннале возобновила свою деятельность под руководством инициативного куратора и искусствоведа Юлии Климко, учредителя фонда ЭНСО. Биеннале сменила название, обновила свой экспертный и попечительский совет. Ранее фестиваль назывался Владивостокская биеннале визуальных искусств.

## История
Идея проведения биеннале во Владивостоке принадлежит Леониду Ивановичу Анисимову, который в 1998 году являлся художественным руководителем Приморского камерного театра драмы (сегодня Приморский краевой драматический театр Молодежи). Леонид Анисимов являлся руководителем и организатором первых биеннале во Владивостоке. Первоначально учредителем биеннале выступало Управление культуры Приморского края, позже фестиваль передали в ведение администрации Владивостока.

### Первая Биеннале
Первая биеннале во Владивостоке была исключительно театральной. Она состоялась в апреле 1998 года под девизом «От мира театра – к театру мира» и собрала более 150 участников из России, Японии, США, Республики Корея, Китая, Германии, Вьетнама, Новой Зеландии. Свое мастерство продемонстрировали тогда девять театров из России и стран АТР. После проведения первого фестиваля было решено выйти за рамки театральной биеннале и превратить ее в биеннале визуальных искусств.

### Вторая Биеннале
Вторая Владивостокская биеннале визуальных искусств состоялась в 2000 году с 29 июня по 5 июля. Она была посвящена 140-летию Владивостока и 140-летию Чехова. Ее девиз – «Творчество – язык взаимопонимания». В городе собралось более 300 участников из России, Японии, Южной Кореи, США. Выросло не только количество участников биеннале и направлений, но и задействованных площадок.

### Третья Биеннале
В третий раз биеннале проходила под девизом «HOMINI, URBI ET ORBI»/«Человеку, городу и миру». 2003 год был объявлен президентом России Владимиром Путиным годом культуры Японии в России. Свое мастерство на биеннале продемонстрировали театралы, художники и музыкальные коллективы из России и Японии, музейные представители из Якутии, Усть-Ордынского Бурятского автономного округа, Еврейской автономной области и городов Приморского края. Всего в третьей биеннале приняли участие более 200 мастеров искусства.
В рамках Биеннале были представлены следующие тематические программы:
- «Лабиринты культур», включившая в себя музейную и художественную экспозиции, выставку декоративно-прикладного искусства, фестиваль малых музейных форм «Семейная реликвия», а также ряд мастер-классов: «Искусство каллиграфии», «Традиционная японская одежда», «Традиционная славянская музыка».
- Программа видео-арта и мультимедийного искусства.
- Международный фолк-фестиваль и традиционные «Русско-японские музыкальные встречи» (классическая музыка).

### Четвертая Биеннале
С 30 июня по 6 июля 2005 года под девизом «Искусство поверх границ» прошла четвертая Владивостокская биеннале. Основная тема - «Владивосток на перекрестке времен и расстояний». Свои экспозиции представили Музей им. Арсеньева, Государственный музей Дальнего Востока им. Гродекова (г. Хабаровск); Амурский Областной краеведческий музей им.Новикова-Даурского; муниципальный музей г. Хакодате.
Музыкальная программа включала выступления фолк-коллективов из России, Китая, Японии, XIII Русско-японские музыкальные встречи. В рамках биеннале состоялись театральные спектакли, лекции, творческие встречи, круглые столы. Коммуникативная программа включала II Международную конференцию и специализированные круглые столы, презентации экспозиций, мастер-классы, презентацию новых практик российских музеев: «Арт-терапия» Русского музея из Санкт-Петербурга, звуковые инсталляции из Калининграда, «Видео-арт для города» из Екатеринбурга.

### Пятая Биеннале
С 28 июня по 6 июля 2007 года во Владивостоке состоялась пятая биеннале визуальных искусств. Она вошла в цикл мероприятий в честь празднования 149-летия со дня основания Владивостока.
Основными направлениями стали:
- Художественное творчество: графика, инсталляция, скульптура на тему «Пространство - современность».
- Фотоискусство: художественные фотографии, фотомонтаж на тему «Город - мой современник».
- Музыкальное искусство: инструментальное, вокальное на тему «Звучит музыка современности».
- Национальное искусство: каллиграфия, манга, икебана, чайные церемонии, кэндо и другие на тему «Владивосток - Восток».

В программу биеннале вошли художественные и фотовыставки, перформансы, мастер-классы, фестиваль «Лабиринты острова Русский», выступление японского музыкального ансамбля «Сакамото-Кагура», программа коллектива народного танца Филиппин «Байянихан». Особое место в программе биеннале занял Международный фестиваль классической пьесы. В его рамках на театральных площадках Владивостока, Уссурийска и Находки прошла серия спектаклей театральных коллективов Приморского края, а также Японии, Южной Кореи, Китая и США.

### Шестая Биеннале
В 2009 году шестая Владивостокская биеннале визуальных искусств собрала начинающих художников и признанных мастеров культуры из России, Японии, Вьетнама, Китая, которые представили свои работы по шести направлениям: художественное творчество (живопись, графика, инсталляция), фотоискусство (художественная фотография, фотомонтаж, фотоинсталяция, видео-, фотопроекты, фотоколлаж), национальное искусство (декоративно-прикладное искусство, каллиграфия, комиксы манга, икебана, чайные церемонии), музыкальное и театральное искусство, мультимедиа-арт.
Фестиваль охватил практически все культурные площадки города. Мастер-классы, презентации, выставки, концерты, спектакли прошли в залах музеев им.Арсеньева и музее современного искусства «Артэтаж», на территории музея «Владивостокская крепость», в выставочных залах Союза художников, на территории владивостокских вузов - ДВГТУ, ВГУЭС, ДВГУ, а также в Приморском краевом театре кукол, Приморской краевой филармонии.
В рамках проекта «Арт-терапия – российский опыт» прошла встреча руководителей мастерской «Айкобо» и представителей общественной организации инвалидов Владивостока «Благое дело». В программе – мастер-классы по керамике для маломобильной группы населения, обсуждение за «круглым столом» проектов создания в городской среде пространства «Без барьеров».
На шестой биеннале самой многочисленной стала делегация из Японии, в ее составе актеры, художники, фотографы, певцы, мастера этикета, икебаны, кимоно, истории и даже исследователь русской кухни - всего 33 человека. Также в числе зарубежных гостей - художники из Яньбянь-Корейского автономного округа (КНР), Нанкина (КНР), Пусана (Республика Корея), мастера по народному художественному промыслу "Бохай" из Муданцзяна (КНР), фотографы и актеры из Японии, Вьетнама, Китая. Россию представили гости из Магадана, Хабаровска, Москвы и мастера искусств со всего Приморья.

### Седьмая Биеннале
Седьмая биеннале визуальных искусств прошла с 11 по 15 сентября 2011 года во Владивостоке под девизом «Освещая воображаемое». Основными направлениями стали: традиционные виды искусства — изобразительное, национальное, театр и впервые включенные в программу киноискусство и видео-арт. По сравнению с прошлыми биеннале, существенно расширилась география стран-участниц. Кроме соседей из Азиатско-Тихоокеанского региона фестиваль посетили гости из европейских стран — Германии, Польши, Швейцарии и других.
Под мероприятия 7-й Владивостокской биеннале визуальных искусств было задействовано несколько городских площадок: музей им. Арсеньева, Приморский краевой драматический театр Молодежи, Приморская государственная картинная галерея, Дом офицеров флота, кинотеатр NewWave Cinema, арт-резиденция «9288 км», она же — мясохранилище управления торговли КТОФа, она же — «Холодильник» и другие.
За неделю биеннале поклонники визуального искусства посетили ряд мероприятий. Самыми яркими проектами стали: кинопоказы художественных и документальных фильмов от зарубежных авторов; «Улица мастеров», где демонстрировалась керамическая посуда приморских авторов; специальный проект Калининградского филиала Государственного центра современного искусства «Эволюция от Кутюр: Искусство и Наука в Эпоху Постбиологии»; арт-проект «Фотофобия-1» и «Фотофобия-2». Во время 7-й биеннале состоялись выставки: «Дороги и портреты Тихого океана», «Ускользающая красота», «150 лет дальневосточной фотографии», «Встречи» и другие. Прошли семинары, творческие встречи, мастер-классы с известными российскими актёрами и режиссёрами.
Участники 7-й Биеннале:
- Актёры театра и кино: Всеволод Шиловский, кинорежиссёр, народный артист России, Лев Прыгунов, заслуженный артист России, Борис Невзоров, народный артист России, Сергей Степанченко, народный артист России и другие популярные российские артисты
- Марк Бонневиль, швейцарский фотограф[3]
- Бертран План, французский художник-деконструктивист
- Дмитрий Булатов, художник, теоретик искусства, куратор КФ ГЦСИ.
- Мимура Дзюнъити, японский кинорежиссёр
- Юрий Луганский, председатель Приморского отделения Союза фотохудожников России, преподаватель фотографии, историк фотографии
- Мэгуми Сасаки, японский режиссёр, продюсер
- Артгруппа Chrono (Владивосток)
- Даниэль Роби, режиссёр
- Линн Хершман-Лисон, кинорежиссёр

### Восьмая Биеннале
Восьмая биеннале состоялась во Владивостоке в августе 2013 года под девизом «Искусство ближе». В этот раз особое внимание было уделено таким направлениям, как искусство новых технологий (new media) и уличное искусство. С 21 августа по 1 сентября, жители и гости Владивостока наблюдали на площадках города многочисленные выставки живописи, графики, фотографии, видео-арт, световые, проекционные инсталляции, 3-D mapping шоу, посетили лекции, мастер-классы, спектакли, концерты, фестиваль современного танца и многое другое.
Направления 8-й биеннале:
- Изобразительные искусства (живопись, графика, фотография)
- Искусство новых технологий (световые, проекционные инсталляции, 3-D mapping, видео-арт)
- Театральное искусство
- Уличное искусство (граффити, аэрография, инсталляция, перфоманс)
- Фестиваль современного танца

Участниками 8-й биеннале стали более 60 представителей творческой среды России, Японии, Китая, Республики Корея, США, Украины, Гонконга, Сингапура, Филиппин, Таиланда, Малайзии, Франции. Они представили более 20 творческих проектов.
За время биеннале во Владивостоке появилось несколько арт-объектов, которые стали визитными карточками города. Так, например, в сквере городов-побратимов поработали звезды мирового стрит-арта. Американский граффити-художник Гайя (Gaia) изобразил амурского тигра, а японец Юма Ёсимура оставил автограф в виде черно-белого подводного царства. Мастера владивостокской арт-группы «33+1» расписали стены в арках жилых домов № 61 и 63 по улице Светланской. Художники Дарья и Евгений Тхоржевские на одной стене изобразили славянскую азбуку, а на противоположной — самые значимые, по мнению авторов, слова: мудрость, радость, смысл, жизнь, благость. На подпорной стене на ул. Всеволода Сибирцева силами арт-группы «Concrete Jungle» (Владивосток) возникла художественная инсталляция «Безмолвная регата».
Традиционно в программе биеннале были творческие встречи, мастер-классы, лекции об искусстве и круглые столы на актуальные темы.
Наиболее яркие работы 8-й Биеннале:
- В рамках направления «Искусство новых технологий» во Владивостоке состоялась мировая премьера анимационного видео-арт проекта в формате 3D молодой китайской художницы И Чжоу. Затем видео-арт был представлен на Венецианской биеннале. Другие видео работы И Чжоу в дни Владивостокской биеннале демонстрировались под открытым небом на набережной Цесаревича[9]. Музыка к видео И Чжоу была написана всемирно известным композитором Эннио Морриконе.
- Известная группа «Пикник» выступила в необычном амплуа — вместо традиционного концерта музыканты представили перфоманс «Королевство кривых». Это театральное светомузыкальное представление в традициях площадных театров средневековой Италии. В перфомансе была задействована видеопроекция, которая превратила обычную стену в интерактивный экран[10].
- Выставка картин лидера группы «Пикник» Эдмунда Шклярского.
- В рамках биеннале Владивосток впервые увидел 3D-mapping шоу «Стихия воды». На одном из зданий на набережной Цесаревича в полной темноте и под тематическое звуковое сопровождение можно было увидеть трехмерные изображения зданий, дворцов, кораблей, птиц и различных животных. Так как Владивосток — морской город, каждая фигура,представленная зрителям, была связана с водой[11].
- В рамках 8-й биеннале состоялся Фестиваль современного танца. В течение 3 дней прошли баттлы по танцевальным стилям: breaking, electric boogie, hip-hip в категориях pro и beginner. Владивосток посетили чемпионы мира по брейкдансу — корейская группа «GamblerZСrew». В столице Приморья они продемонстрировали свое феноменальное мастерство на набережной Цесаревича[12], провели мастер-класс для начинающих и профессиональных танцоров, а также выступили судьями фестиваля.
- Выставка вышивки японки Хироку Амано по мотивам газетных материалов, связанных с аварией от землетрясения, произошедшего в Японии 11 марта 2011 года[13].
- Выставка живописи и графики «Из Азии». Свои работы представили известные художники Владивостока.
- Групповая выставка «Сбой в системе». Подборка видеоработ ряда современных азиатских художников, в которой изображения представлены во всей своей хрупкости и несовершенстве.
- Каллиграфический перфоманс «Смотрю в ваши глаза и пишу стихи», автор Ямамото Рёдзи экспромтом писал тушью иероглифы, отражающие, по его мнению, душу зрителя[14].
- Представление по одеванию 12-слойного кимоно аристократов[15].
- Фотовыставка французского фотографа и режиссёра Гийома Герена «I. Антисимвол. II. Быстрее». Почти все фотографии, представленные на выставке, были сделаны в России, некоторые — во Владивостоке[16].
- Видео-арт проект, в основу которого вошли быстро-сменяющиеся лица людей, с переменными составляющими: рот-глаза-губы. Изображения частей человеческих лиц были вырезаны из журналов и совмещены в разных последовательностях. В итоге появлялись новые, никогда не существовавшие лица[17].
- Уличный спектакль «Flowers» от московского театра LIQUID. Актеры попытались сравнить городского жителя с живым цветком, а бушующие внутри него и так тщательно скрываемые эмоции — со сменой времен года[18].
- На биеннале были представлены работы китайского фотографа с мировым именем Чен Ман[19]. Выставку «ChenMan: Soft power» презентовала её куратор Лиза Ботос, авторитетный специалист в области современного видео и фото искусства, владелица галерей современного искусства в Гонконге и Сингапуре. Чен Ман востребована среди ведущих домов моды и таких брендов как Celine, Versace, Adidas, Chanel, MAC, Joyce и Mercedes. Её фотографии часто появляются на страницах журналов Vogue, Elle, Harper’s Bazaar и других модных изданий.

Восьмую Владивостокскую биеннале визуальных искусств посетили тысячи жителей и гостей города. Это мероприятие освещали местные, федеральные и зарубежные СМИ. Китайский журнал Vogue посвятил приморскому фестивалю отдельный материал.

### Девятая Биеннале
После перерыва в 2015 году, Юлия Климко, искусствовед и куратор, выступила с инициативой возродить биеннале в обновленном виде. «Предыдущие биеннале делали акцент на те или иные направления визуальных видов искусства. В этом году мы представим четыре программы: основную, параллельную, специальную и образовательную, дополнением к которым будет детская программа». Сам фестиваль получил новое название VIBVA - Vladivostok International Biennale Of Visual Arts. С 22 сентября по 20 октября биеннале представила зрителям серию выставок, инсталляций, арт-программ, лекций и дискуссий.
Впервые Владивостокскую биеннале курировала приглашенный иностранный куратор, Сян Липин, работавшая до этого над биеннале в Сингапуре и Шанхае, кандидат наук Китайской академии художеств и руководитель выставочного отдела Power Station of Art, первого в Китае государственного музея современного искусства. Предложенный ею проект основной программы получил название «Правила игры", который стал подзаголовком главной темы, объединяющей все программы биеннале - «Морфология порта».